# 自衛隊三重地方協力本部
自衛隊三重地方協力本部（じえいたいみえちほうきょうりょくほんぶ、Mie Provincial Cooperation Office）は、三重県津市桜橋1丁目91番地に所在する、自衛隊地方協力本部のひとつ。陸・海・空自衛隊共同の機関だが、通常は陸上自衛隊の中部方面総監の指揮監督下にある。管轄する地域における防衛省・自衛隊の総合窓口として三重県管内で活動する。

## 沿革
- 1956年（昭和31年）8月1日 - 自衛隊三重地方連絡部が編成される[2]
- 2006年（平成18年）7月31日 - 自衛隊三重地方協力本部に改編される
- 2014年（平成26年）1月27日 - 新庁舎の完成に伴い、開庁式を実施[3]

## 出先機関
- 津募集案内所　担当地区：津市、松阪市、多気町
- 四日市地域事務所　担当地区：四日市市、桑名市、鈴鹿市、亀山市、いなべ市、東員町、木曽岬町、朝日町、川越町、菰野町
- 伊勢地域事務所　担当地区：伊勢市、鳥羽市、志摩市、明和町、大台町、玉城町、度会町、大紀町、南伊勢町
- 伊賀地域事務所　担当地区：名張市、伊賀市
- 熊野地域事務所　担当地区：尾鷲市、熊野市、紀北町、御浜町、紀宝町

## 主要幹部
| 官職名                   | 階級    | 氏名     | 補職発令日     | 前職        |
| ------------------------ | ------- | -------- | -------------- | ----------- |
| 自衛隊三重地方協力本部長 | 1等陸佐 | 湯浅智文 | 2025年08月01日 | 第1特科群長 |

| 代 | 階級    | 氏名       | 在職期間                        | 出身校・期            | 前職                                                  | 後職                                                          |
| -- | ------- | ---------- | ------------------------------- | --------------------- | ----------------------------------------------------- | ------------------------------------------------------------- |
| 01 | 2等陸佐 | 南 進      | 1956年08月01日 - 1960年07月31日 |                       |                                                       | 自衛隊三重地方連絡部付 →1961年5月1日 停年退官 （1等陸佐昇任） |
| 02 | 1等陸佐 | 御厨輝夫   | 1960年08月01日 - 1964年03月15日 | 中央大学 昭和9年卒    | 北部方面総監部総務課長                                | 第10師団司令部付 →1964年6月18日 停年退官                      |
| 03 | 1等陸佐 | 壱岐有寛   | 1964年03月16日 - 1966年07月15日 | 早稲田大学 昭和14年卒 | 中部方面総監部補給課長                                | 武山駐とん地業務隊長                                          |
| 04 | 2等陸佐 | 小谷保     | 1966年07月16日 - 1968年07月15日 | 陸士52期              | 陸上自衛隊航空学校総務部長 →1968年2月16日 1等陸佐昇任 | 中部方面総監部募集課長                                        |
| 05 | 事務官  | 藤倉安敬   | 1968年07月16日 - 1971年11月15日 | 立命館大学            | 自衛隊兵庫地方連絡部副部長                            | 自衛隊中央病院職能補導所長                                    |
| 06 | 1等陸佐 | 山口志郎   | 1971年11月16日 - 1974年03月15日 | 海兵75期              | 第9師団司令部第2部長                                  | 第1戦車群本部付 →1974年8月1日 第1戦車群長                     |
| 07 | 1等陸佐 | 今田敏之   | 1974年03月16日 - 1976年06月30日 | 陸士60期              | 陸上幕僚監部第1部人事班長                             | 陸上幕僚監部総務課長                                          |
| 08 | 1等陸佐 | 田村博     | 1976年07月01日 - 1978年03月31日 | 陸士60期              | 第5普通科連隊長                                       | 第1混成団副団長                                               |
| 09 | 1等陸佐 | 吉長忠郎   | 1978年04月01日 - 1980年03月16日 | 立命館大学 昭和30年卒 | 東部方面総監部人事部勤務                              | 陸上幕僚監部人事部募集課総括班長                              |
| 10 | 事務官  | 上山良平   | 1980年03月17日 - 1982年03月15日 | 中央大学 昭和29年卒   | 陸上幕僚監部人事部補任課職員班長                      | 技術研究本部第3研究所総務課長                                 |
| 11 | 1等陸佐 | 河村和彦   | 1982年03月16日 - 1984年03月15日 | 防大1期               | 陸上自衛隊武器学校教育部長                            | 陸上自衛隊幹部学校主任教官                                    |
| 12 | 1等陸佐 | 渡邊政直   | 1984年03月16日 - 1986年03月16日 | 防大1期               | 第2陸曹教育隊長                                       | 神町駐屯地業務隊長                                            |
| 13 | 1等陸佐 | 重松純一   | 1986年03月17日 - 1988年03月15日 | 防大3期               | 陸上自衛隊幹部候補生学校学生隊長                      | 陸上自衛隊業務学校人事教育部長                                |
| 14 | 1等陸佐 | 向井啓     | 1988年03月16日 - 1990年03月31日 | 防大6期               | 第3特科群長 兼 湯布院駐屯地司令                       | 青森駐屯地業務隊長                                            |
| 15 | 1等陸佐 | 羽藤忠和   | 1990年04月01日 - 1992年03月31日 | 防大4期               | 第20普通科連隊長                                      | 統合幕僚会議事務局第2幕僚室 情報班長                          |
| 16 | 1等陸佐 | 清水蔦男   | 1992年04月01日 - 1994年03月22日 | 防大10期              | 第10特科連隊長 兼 豊川駐屯地司令                      | 陸上自衛隊富士学校企画室長                                    |
| 17 | 1等陸佐 | 中川力雄   | 1994年03月23日 - 1996年07月31日 | 防大11期              | 第46普通科連隊長                                      | 防衛研究所主任研究官                                          |
| 18 | 1等陸佐 | 山本允典   | 1996年08月01日 - 1998年07月31日 | 防大12期              | 陸上自衛隊幹部学校主任教官                            | 防衛大学校教授                                                |
| 19 | 1等陸佐 | 武藤義朗   | 1998年08月01日 - 2001年01月10日 | 防大16期              | 第1特科群長                                           | 第1師団司令部幕僚長                                           |
| 20 | 1等陸佐 | 大地教文   | 2001年01月11日 - 2002年12月01日 | 防大18期              | 第3特科連隊長 兼 姫路駐屯地司令                       | 第3特科群長 兼 湯布院駐屯地司令                               |
| 21 | 1等陸佐 | 佐藤晃章   | 2002年12月02日 - 2004年07月31日 | 防大19期              | 第1地対艦ミサイル連隊長                               | 第1混成団副団長                                               |
| 22 | 1等陸佐 | 鈴木紳一   | 2004年08月01日 - 2006年03月26日 | 三重大学 昭和54年卒   | 第41普通科連隊長 兼 別府駐屯地司令                    | 第3教育団副団長                                               |
| 23 | 1等陸佐 | 桐井賢一   | 2006年03月27日 - 2006年07月30日 | 防大21期              | 練馬駐屯地業務隊長                                    | 防衛大学校教授                                                |
| 24 | 1等陸佐 | 藤田穣     | 2008年04月01日 - 2010年07月31日 | 防大25期              | 第10特科連隊長                                        | 第3教育団副団長                                               |
| 25 | 1等陸佐 | 佐藤正典   | 2010年08月01日 - 2012年07月31日 | 防大29期              | 第36普通科連隊長                                      | 西部方面指揮所訓練支援隊長                                    |
| 26 | 1等陸佐 | 木戸口和彦 | 2012年08月01日 - 2015年08月03日 | 防大33期              | 陸上幕僚監部運用支援・情報部付 （総務省出向）         | 東北方面航空隊長 兼 霞目駐屯地司令                            |
| 27 | 1等陸佐 | 内田昌輝   | 2015年08月04日 - 2017年03月22日 | 関西大学 昭和61年卒   | 第1高射特科団副団長                                   | 退職                                                          |
| 28 | 1等陸佐 | 鹿子島洋   | 2017年03月23日 - 2019年03月22日 | 防大36期              | 第36普通科連隊長                                      | 陸上幕僚監部人事教育部 募集・援護課募集・援護調整官           |
| 29 | 1等陸佐 | 濵岡清隆   | 2019年03月23日 - 2021年11月30日 | 防大34期              | 第1ヘリコプター団副団長                               | 陸上自衛隊航空学校霞ヶ浦分校長                                |
| 30 | 1等陸佐 | 岸田佳明   | 2021年12月01日 - 2023年07月31日 | 防大35期              | 中部方面航空隊副隊長                                  | 陸上自衛隊航空学校副校長                                      |
| 31 | 1等陸佐 | 水野克輝   | 2023年08月01日 - 2025年07月31日 | 防大43期              | 第34普通科連隊長 兼 板妻駐屯地司令                    | 陸上自衛隊富士学校 諸職種協同センター総合研究課長             |
| 32 | 1等陸佐 | 湯浅智文   | 2025年08月01日 -                |                       | 第1特科群長                                           |                                                               |